# Minimum
Minimum betecknar det minsta värdet av en mängd värden. Som exempel kan nämnas en minimal vätskenivå. Omvändningen är maximum.
Som flertalsform av ordet används antingen minima eller minimum, och som sammansättningsform minimi-.
Inom matematiken finns en noggrannare definition: Ett minimum för en given mängd är ett element x i denna mängd, sådant att alla andra element, som kan jämföras med x, är större än vad x är.
Notera att inte alla ordnade mängder har något minimum, ett par motexempel är mängden av alla reella tal, mängden av alla heltal, eller ett öppet intervall.
I en totalt ordnad mängd finns det högst ett minimum, men i en partiellt ordnad mängd kan det finnas flera minima.